# PPP1R1A
PPP1R1A (англ. Protein phosphatase 1 regulatory inhibitor subunit 1A) – білок, який кодується однойменним геном, розташованим у людей на 12-й хромосомі. Довжина поліпептидного ланцюга білка становить 171 амінокислот, а молекулярна маса — 19 011.
| 10         |  | 20         |  | 30         |  | 40         |  | 50         |
| ---------- |  | ---------- |  | ---------- |  | ---------- |  | ---------- |
| MEQDNSPRKI |  | QFTVPLLEPH |  | LDPEAAEQIR |  | RRRPTPATLV |  | LTSDQSSPEI |
| DEDRIPNPHL |  | KSTLAMSPRQ |  | RKKMTRITPT |  | MKELQMMVEH |  | HLGQQQQGEE |
| PEGAAESTET |  | QESRPPGIPD |  | TEVESRLGTS |  | GTAKKTAECI |  | PKTHERGSKE |
| PSTKEPSTHI |  | PPLDSKGANS |  | V          |  |            |  |            |

A: Аланін

C: Цистеїн

D: Аспарагінова кислота

E: Глутамінова кислота

F: Фенілаланін

G: Гліцин

H: Гістидин

I: Ізолейцин

K: Лізин

L: Лейцин

M: Метіонін

N: Аспарагін

P: Пролін

Q: Глутамін

R: Аргінін

S: Серин

T: Треонін

Кодований геном білок за функцією належить до фосфопротеїнів. 
Задіяний у таких біологічних процесах, як вуглеводний обмін, метаболізм глікогену, ацетилювання. 